# Municipio de Locke (Carolina del Norte)
El municipio de Locke (en inglés: Locke Township) es un municipio ubicado en el  condado de Rowan en el estado estadounidense de Carolina del Norte. En el año 2010 tenía una población de 14.149 habitantes.

## Geografía
El municipio de Locke se encuentra ubicado en las coordenadas 35°38′58.5″N 80°32′59.23″O / 35.649583, -80.5497861.